# Nicoye Banks
Nicoye Banks (* 6. Januar 1973 in New Orleans, Louisiana) ist ein US-amerikanischer Schauspieler.

## Leben
Banks ist Absolvent der Southern University in New Orleans. Seine erste Rolle hatte er 1994 im Film Heart of Stone. Es folgten Besetzungen in US-amerikanischen Fernsehserien wie Law & Order oder Criminal Intent – Verbrechen im Visier, sowie Filmbesetzungen in Unbesiegbar – Der Traum seines Lebens, Green Zone oder Mega Alligators – The New Killing Species. Von 2016 bis 2019 spielte er in der Fernsehserie Queen Sugar in insgesamt 6 Episoden die Rolle des Kevin Jarvis.
2002 wurde Banks Vater eines Sohnes.

## Filmografie
- 1994: Heart of Stone
- 2002: G
- 2002: Model Chaser (Kurzfilm)
- 2003: Law & Order (Fernsehserie, Episode 14x07)
- 2005: Soil (Kurzfilm)
- 2006: Unbesiegbar – Der Traum seines Lebens (Invincible)
- 2006: Hope & a Little Sugar
- 2006: Law & Order (Fernsehserie, Episode 17x07)
- 2008: Das Gesetz der Ehre (Pride and Glory)
- 2008: Seemless
- 2009: Gesetz der Straße – Brooklyn’s Finest (Brooklyn’s Finest)
- 2009: Green Room (Fernsehfilm)
- 2010: Green Zone
- 2010: Criminal Intent – Verbrechen im Visier (Law & Order: Criminal Intent) (Fernsehserie, Episode 9x15)
- 2010: Spare Change
- 2010: Breathe (Kurzfilm)
- 2011: 12 Steps to Recovery (Fernsehserie, Episode 1x03)
- 2012: Woman Thou Art Loosed: On the 7th Day
- 2012: Changing the Game
- 2013: Mega Alligators – The New Killing Species (Ragin Cajun Redneck Gators)
- 2013: Reigning Men
- 2015: Runaway Hearts
- 2015: Focus
- 2015: N.O.L.A Circus
- 2016: Atlanta (Fernsehserie, Episode 1x02)
- 2016: Easy Life (Kurzfilm)
- 2016–2019: Queen Sugar (Fernsehserie, 6 Episoden)
- 2017: The Gods
- 2017: The Dunning Man
- 2018: Feathers (Kurzfilm)
- 2019: The Purge – Die Säuberung (The Purge) (Fernsehserie, Episode 2x06)